# È un nuovo giorno/Senza te
È un nuovo giorno/Senza te  è un singolo discografico dell'attrice e cantante Daniela Goggi, pubblicato nel 1984.

## Descrizione
Nel 1984 la Goggi prosegue la collaborazione col team che l'avena portata a Sanremo, Pupo e Maurizio Bassi, in quello che è il secondo ed ultimo singolo pubblicato per l'etichetta DDD.
Il brano è scritto da Pupo che figura anche come produttore assieme a Roberto D'Angeli, su musica e arrangiamento di Maurizio Bassi, che l'anno successivo avrebbe fatto parte del progetto italo disco Baltimora.
Senza te è il brano presente sul lato b, firmato dal solo Pupo con lo pseudonimo Silver.
Escludendo le raccolte Italo Super Hits, 16 Italo Top Hits distribuite solo in territorio tedesco,  e la raccolta Mammajumppaa Annen Kanssa per il mercato finlandese, che contenevano il brano del lato a, nessuno dei due brani fu pubblicato su album, e non vennero inseriti in nessuna raccolta ufficiale della cantante, restando a tutt'oggi inediti su CD e sulle piattaforme digitali.

## Tracce
Lato A
1. È un nuovo giorno - (Enzo Ghinazzi-Maurizio Bassi)

Lato B
1. Senza te - (Silver)